# Apodochondria medusae
Apodochondria medusae – gatunek widłonoga z rodziny Chondracanthidae; jedyny przedstawiciel rodzaju Apodochondria. Gatunek i rodzaj opisali w 1988 roku biolodzy Ju-Shey Ho i Masahiro Dojiri. Okazy typowe to zdeponowane w South Australian Museum osobniki pochodzące z płetw piersiowych ryb Neosebastes pandus złowionych u wybrzeży Australii (nie podano dokładnego miejsca połowu). Skorupiaki te są pasożytami tych ryb.